# مطار هانغ نديم الدولي
مطار هانغ نديم الدولي (بالإندونيسية: Bandar Udara Internasional Hang Nadim)‏ (إياتا: BTH، إيكاو: WIDD)         هو مطار دولي يقع في باتام، جزر رياو، إندونيسيا. سميت على اسم لاكسامانا هانق نديم، محارب الملايو. المطار هو الوسيلة الأساسية للنقل من وإلى باتام، جنبًا إلى جنب مع العبارات إلى الجزر المجاورة (بما في ذلك سنغافورة).
تم تطويره في الأصل للتعامل مع تحويلات الطائرات من مطار سنغافورة شانغي في سنغافورة في حالة الطوارئ، ولديه مرافق كافية للطائرات ذات الجسم العريض مثل بوينغ 747. يحتوي المطار على أطول مدرج في إندونيسيا وثاني أطول مدرج في جنوب شرق آسيا، بعد مطار كوالالمبور الدولي، على 4,214 متر (13,825 قدم) طويل. يمتد المطار على مساحة أرض تبلغ حوالي 1800 هكتار، يستخدم 40٪ منها فقط.
بحلول نهاية مايو 2014، كان سادس مطار في إندونيسيا يعمل على مدار 24 ساعة في اليوم. كانت هذه الخطوة نتيجة العديد من شركات الطيران التي جعلت المطار مركزًا لعملياتها. طورت شركة ليون إير قاعدة في المطار حيث يعاني مطار سوكارنو هاتا الدولي من الازدحام الشديد. يحتوي المطار أيضًا على منشأة لصيانة الطائرات والتي تتحول تدريجياً إلى محور لصيانة الطائرات.
في مارس 2021، مُنح عقد شراكة بين القطاعين العام والخاص لتوسيع المطار إلى كونسورتيوم من أنقكاسا بيور، وشركة مطار إنتشون الدولي وشركة البناء المملوكة للدولة (PT Wijaya Karya). يشمل الامتياز والذي تبلغ مدتة 25 عامًا تحسين مرافق محطة الركاب والبضائع.

## شركات الطيران والوجهات

### ركاب
| شركـات طيـران     | الوجهات |
| ----------------- | --- |
| Batik Air         | مطار سوكارنو هاتا الدولي |
| باتيك إير ماليزيا | Kuala Lumpur–Subang |
| سيتي لينك         | مطار سوكارنو هاتا الدولي، مطار كوالانامو الدولي، Padang، مطار السلطان محمود بدر الدين الثاني الدولي، Pekanbaru، Silangit، مطار جواندا الدولي            |
| غارودا إندونيسيا  | مطار سوكارنو هاتا الدولي |
| Jeju Air          | عارض: مطار إنتشون الدولي |
| ليون إير          | مطار سوكارنو هاتا الدولي، مطار كوالانامو الدولي، Padang، مطار السلطان محمود بدر الدين الثاني الدولي، Pekanbaru، مطار سوباديو الدولي، مطار جواندا الدولي |
| Nam Air           | مطار سوكارنو هاتا الدولي، Natuna |
| الخطوط السعودية   | الحج: مطار الملك عبد العزيز الدولي |
| Super Air Jet     | Bandung، مطار سوكارنو هاتا الدولي، Pekanbaru، مطار أحمد ياني الدولي، Yogyakarta–International                                                           |
| Susi Air          | Dabo، Pasir Pengaraian |
| Wings Air         | Jambi، Letung، Natuna |

### شحن

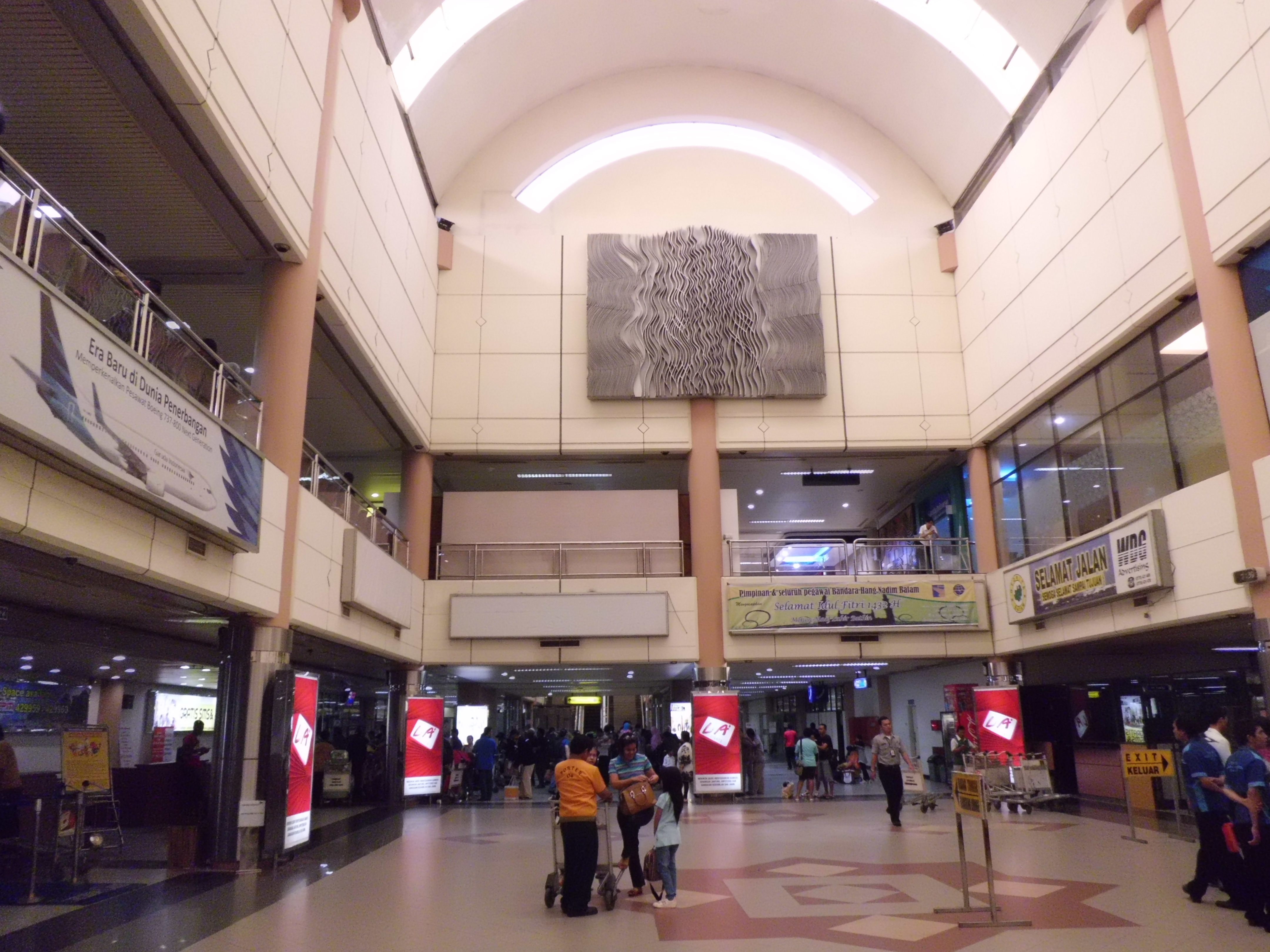
هانق نديم للمغادرة وقاعة تسجيل الوصول

| شركـات طيـران          | الوجهات                             |
| ---------------------- | ----------------------------------- |
| Asialink Cargo Express | Pekanbaru، مطار شانغي سنغافورة      |
| Republic Express Cargo | مطار سوكارنو هاتا الدولي، Pekanbaru |

## خطة التوسع

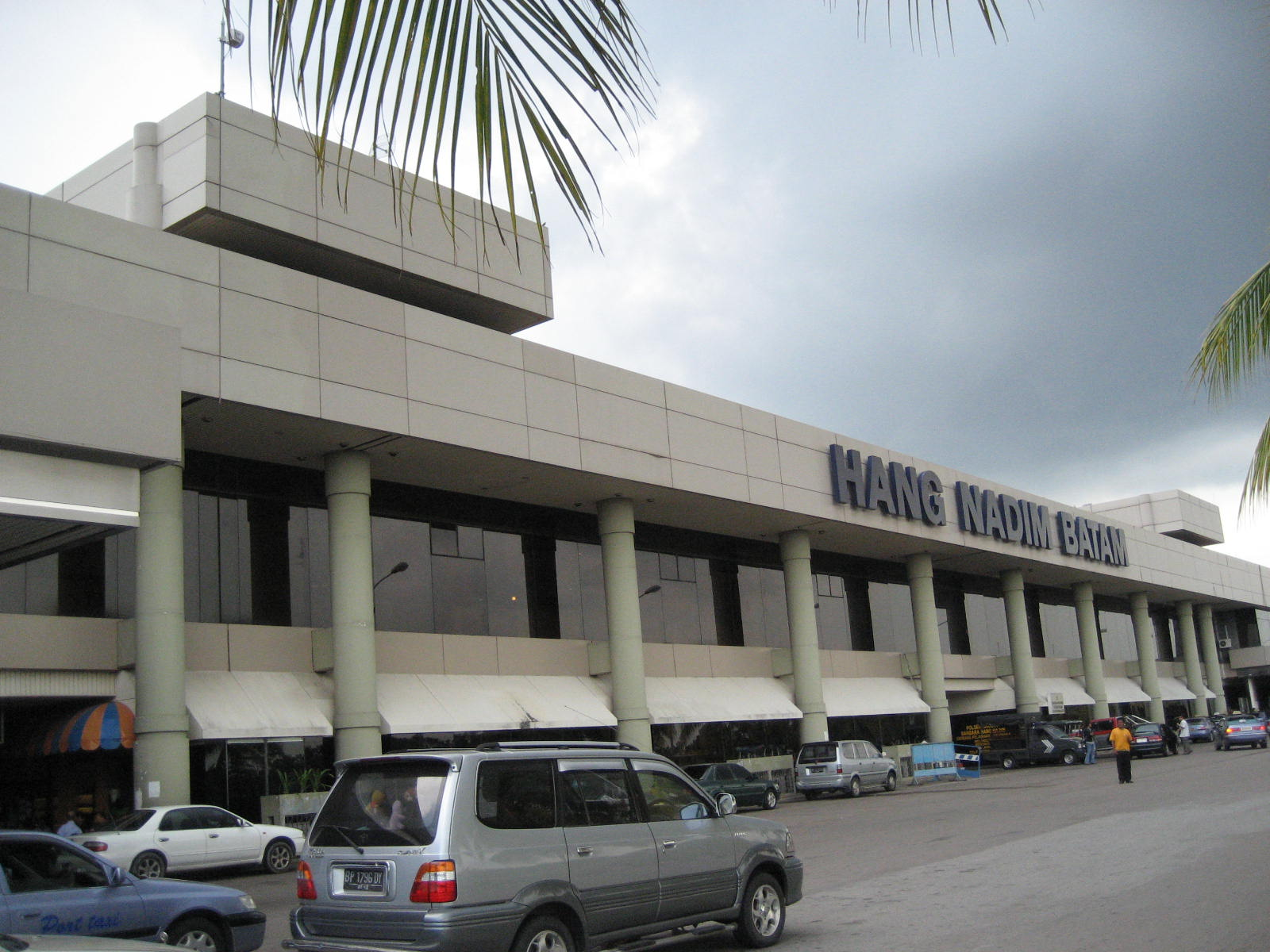
مطار هانغ نديم: بوابة جوية رئيسية في إندونيسيا

تخطط BP Batam، مشغل المطار، لتوسيع وتحسين البنية التحتية بمشروع ضخم يكلف 448 مليون دولار أمريكي. ستكون المحطة الجديدة هي المحطة الثانية في المطار. سيتم توسيع المبنى الحالي من 4 ملايين مسافر سنويًا إلى 8 ملايين مسافر سنويًا، مع 6 جسور نفاثة. وستستوعب المحطة الجديدة أيضًا ما يصل إلى 8 ملايين مسافر (المرحلة الأولى) سنويًا، مع 8 جسور نفاثة. في المجموع، ستبلغ سعة المحطات 16 مليون مسافر سنويًا و 14 جسورًا نفاثًا. ستساعد جارودا إندونيسيا وليون إير ومطار إنتشون الدولي أيضًا شركة BP Batam، مالكة المطار والمشغل، في تطوير المبنى الجديد.
ستغطي مساحة Aerocity المخطط لها مساحة 1763 هكتارًا، مع دمج المطار واللوجستيات ومنطقة الأعمال المركزية (CBD) وصناعة الطيران في إطار مفهوم تجاري واحد. تتضمن خطة تطوير المطار تصميمات لمختلف المرافق مثل ملاعب الجولف والفنادق ومرافق البيع بالتجزئة ومراكز الترفيه ومركز المؤتمرات ومكاتب التجارة الإلكترونية والاتصالات السلكية واللاسلكية والخدمات اللوجستية والسكك الحديدية الأحادية ؛ تم تصميمه لتحويل باتام إلى وجهة سفر أعمال و Aeropolis.

## صيانة الطائرات
أصبح المطار مؤخرًا مركزًا مهمًا لصيانة الطائرات وإصلاحها وصناعة الصيانة (MRO). على المدى الطويل، من المخطط تطوير مطار هانق نديم إلى (Aeropolis) تغطي مساحة 1800 هكتار. استثمرت شركة (Batam Aero Technic - BAT) التابعة لشركة ليون إير في هانق نديم من خلال بناء مرافق MRO. تخطط BAT لتوسيع حظيرة الطائرات الحالية إلى 28 هكتارًا لاستيعاب ما يصل إلى 250 طائرة.
أعلنت وحدة صيانة الطائرات في غارودا إندونيسيا، (GMF AeroAsia)، ومجموعة ليون إير و(Batam Aero) Technic، عن مشروع مشترك لبناء منشأة (MRO) في باتام للتنافس مع سنغافورة المجاورة.

## الإتجار والإحصاءات
| السنة | حركةالركاب | حركة الطائرات | حركة الشحن |
| ----- | ---------- | ------------- | ---------- |
| 2006  | 2,617,000  | 28,765        | 22,574     |
| 2007  | 2,835,000  | 29,600        | 27,061     |
| 2008  | 2,682,000  | 27,641        | 28,421     |
| 2009  | 2,910,000  | 26,850        | 25,284     |
| 2010  | 3,332,000  | 27,588        | 28,754     |
| 2011  | 3,385,000  | 28,595        | 30,131     |
| 2012  | 3,762,000  | 31,657        | 35,529     |
| 2013  | 4,212,000  | 35,770        | 35,433     |
| 2014  | 4,772,000  | 39,797        | 24,064     |

## إحصائيات
| ترتيب | الوجهات                                                                        | التردد (أسبوعي) | الخطوط الجوية                                                   |
| ----- | ------------------------------------------------------------------------------ | --------------- | --------------------------------------------------------------- |
| 1     | مطار سوكارنو هاتا الدولي, Cengkareng - Banten                                  | 98              | Batik Air, سيتي لينك، غارودا إندونيسيا، ليون إير، Sriwijaya Air |
| 2     | مطار كوالانامو الدولي, Deli Serdang - North Sumatra                            | 63              | سيتي لينك، ليون إير                                             |
| 3     | Sultan Syarif Kasim II International Airport, Pekanbaru - Riau                 | 35              | سيتي لينك، ليون إير                                             |
| 4     | مطار سوباديو الدولي, Pontianak - West Kalimantan                               | 21              | سيتي لينك، ليون إير                                             |
| 5     | مطار جواندا الدولي, Sidoarjo, سورابايا - East Java                             | 24              | سيتي لينك، ليون إير                                             |
| 6     | Minangkabau International Airport, Padang Pariaman - West Sumatera             | 21              | سيتي لينك، ليون إير                                             |
| 7     | Sultan Thaha Airport, Jambi                                                    | 14              | ليون إير                                                        |
| 8     | مطار السلطان محمود بدر الدين الثاني الدولي, Palembang - South Sumatera         | 14              | سيتي لينك، ليون إير                                             |
| 9     | Adisutjipto International Airport, Yogyakarta Special Region                   | 14              | ليون إير                                                        |
| 10    | Ranai Airport, Natuna Regency - Riau Islands                                   | 10              | Sriwijaya Air, XpressAir                                        |
| 11    | Dabo Airport, Singkep Island, Lingga Regency - Riau Islands                    | 9               | Susi Air, Wings Air, XpressAir                                  |
| 12    | Radin Inten II International Airport, Bandar Lampung - Lampung                 | 7               | ليون إير                                                        |
| 13    | Fatmawati Soekarno Airport, Padang Kemiling - Bengkulu                         | 7               | Wings Air                                                       |
| 14    | مطار بينانغ كامباي, Dumai - Riau                                               | 7               | Wings Air                                                       |
| 15    | مطار حليم بيردانكوسوما الدولي, Jakarta - Special Capital Region                | 7               | Batik Air                                                       |
| 16    | مطار باندونغ ماجالينغكا الدولي, Majalengka - West Java                         | 7               | ليون إير                                                        |
| 17    | Depati Amir Airport, Pangkal Pinang - Bangka Belitung                          | 7               | ليون إير                                                        |
| 18    | مطار أحمد ياني الدولي, Semarang - Central Java                                 | 7               | ليون إير                                                        |
| 19    | Raja Haji Fisabilillah International Airport, Tanjung Pinang - Bangka Belitung | 7               | Wings Air                                                       |
| 20    | Japura Airport, Rengat - Riau                                                  | 4               | Wings Air                                                       |
| 21    | Letung Airport, Jemaja, Anambas Island - Riau Islands                          | 3               | Wings Air                                                       |
| 22    | Matak Airport, Matak - Riau Islands                                            | 3               | XpressAir                                                       |
| 23    | Tuanku Tambusai Airport, Pasir Pengaraian, Rokan Hulu - Riau                   | 1               | Susi Air                                                        |

| ترتيب | الوجهة                                            | تردد (أسبوعي) | الخطوط الجوية                                |
| ----- | ------------------------------------------------- | ------------- | -------------------------------------------- |
| 1     | ماليزيا, Kuala Lumpur · (Subang - Kuala Lumpur)   | 7             | Batik Air Malaysia                           |
| 2     | China, مطار شينزين باوان الدولي                   | 3             | Batik Air                                    |
| 3     | China, مطار شيان شيانيانغ الدولي                  | 2             | Batik Air                                    |
| 4     | السعودية, جدة، مطار الملك عبد العزيز الدولي - جدة | 2             | غارودا إندونيسيا، (حج)، الخطوط السعودية (حج) |

## الحوادث
في 9 أغسطس 2017، أكد رئيس مطار باتام هانغ نديم سوارسو أن حفرة كبيرة بقياس 12 مترًا في 5 أمتار بعمق مترين في ممر تاكسي تسببت في انهيار طبقة الإسفلت. يعد هذا ثانى حادث يتم الإبلاغ عنه لانهيار التربة في المطار.
في 5 مايو 2010، حدث ثقب بقطر 12 مترًا عندما انهار السطح بجانب مدرج. وألقت سلطات المطار باللوم في الحادث على الهياكل الفولاذية المتآكلة التي تدعم قنوات الصرف.

## روابط خارجية
- Hang Nadim Badan Pengusahaan Batam Airport في الموقع الإلكتروني لجمعية التنمية الصناعية في باتام (BIDA)
- حالة الطقس في مطار هانغ نديم الدولي.
- Airport information for BTH / WIDD at Great Circle Mapper.
- تاريخ الحوادث لـ (BTH / WIDD) على شبكة سلامة الطيران.